# Otoro jezik
Otoro jezik (ISO 639-3: otr; isto i dhitoro, kawama, kawarma, litoro, utoro), kordofanski jezik iz Sudana, kojim govori oko 10 000 ljudi (2001) u planinskoj regiji Nuba u provinciji Kordofan.
Otoro je jedini predstavnik ebang-logolske poskupine utoro. Ima četiri dijalekta: dugujur, dukwara, dorobe i dogoridi. U upotrebi je i sudanski arapski [apd].

## Vanjske poveznice
- Ethnologue (14th)
- Ethnologue (15th)